# サムライプリンセス 外道姫
『サムライプリンセス 外道姫』は、2009年の日本映画。

## ストーリー
「からくり」と呼ばれる高度に発達した機械人間が人々に災いをもたらしていた世のある日、旅芸人の女11人が野武士によって惨殺される。その光景を見た僧侶の蓮情と天才科学者の狂楽は、彼女たちの無念を晴らすために、彼女たちの魂を宿らせたからくりの女武者「外道姫」として蘇らせる。

## キャスト
- 希志あいの：外道姫
- 水野大：月光
- 片岡明日香：蓮情
- しいなまお：三日月
- 平瀬美紀：満月
- 白善哲
- 綾部武：赤龍（闇武者）
- 唐橋充：狂楽
- 武富男夢：鮫
- 梶間広之：鯨
- 島津健太郎：鯱
- みひろ：胡蝶（闇武者）

## スタッフ
- 監督：梶研吾
- 特殊メイク・特殊造形：西村喜廣、石野大雅、下畑和秀
- 残酷効果：石野大雅、下畑和秀
- 残酷効果監督：西村喜廣
- VFXスーパーバイザー：鹿角剛司
- 脚本：林壮太郎
- アクションコーディネーター：小原剛、南辻史人
- 音響効果：太田正一
- 録音：三浦功嗣
- 助監督：佐高美智代
- 衣裳：齊藤あかね
- エグゼクティブプロデューサー：小林洋一、斎藤正明
- プロデュース：金成国、櫻井一葉、高山芽衣
- 製作委員会：エースデュース、クレイ